# Feliks Przytycki
Feliks Marian Przytycki (Varsóvia, 1951) é um matemático polonês, que trabalha com sistemas dinâmicos.
Przytycki estudou matemática a partir de 1969 na Universidade de Varsóvia, onde obteve o diploma em 1974 e um doutorado em 1977, orientado por Karol Krzyżewski, e onde obteve a habilitação em 1983. A partir de 1976 esteve no Instituto de Matemática da Academia de Ciências da Polônia. Foi professor de 1989 a 2001 na Universidade de Varsóvia.
Foi dentre outros pesquisador visitante no Instituto de Matemática Pura e Aplicada (IMPA) no Rio de Janeiro, no Institut des Hautes Études Scientifiques (IHES), na Universidade de Warwick, na Universidade de Stony Brook, na Universidade Yale e na Universidade Hebraica de Jerusalém.
Przytycki foi palestrante convidado do Congresso Internacional de Matemáticos no Rio de Janeiro (2018: Thermodynamic formalism methods in one-dimensional real and complex dynamics).

## Publicações selecionadas
- com Mariusz Urbanski: Conformal Fractals: Ergodic Theory Methods, Cambridge University Press 2010
- com G. Levin: When do two rational functions have the same Julia set?, Proceedings of the American Mathematical Society, Volume 125, 1997, p. 2179–2190.
- Iterations of holomorphic Collet-Eckmann maps: Conformal and invariant measures, Transactions of the AMS, Volume 350, 1998, p. 717–742.
- com J. Rivera-Letelier, Stanislav Smirnov: Equivalence and topological invariance of conditions for non-uniform hyperbolicity in iteration of rational maps, Inventiones Mathematicae, Volume 151, 2003, p. 29–63.
- com K. Gelfert, M. Rams: Lyapunov spectrum for rational maps, Mathematische Annalen, Volume 348, 2010, p. 965–1004.
- com J. Rivera-Letelier: Nice inducing schemes and the thermodynamics of rational maps, Communications in Mathematical Physics, Volume 301, 2011, p. 661–707
- com M. Urbanski, A. Zdunik: Harmonic, Gibbs and Hausdorff measures for holomorphic maps, I, Annals of Math., Volume 130, 1989, p. 1–40